# Ator l'invincibile
Ator l'invincibile è un film del 1982 diretto da Joe D'Amato.
Oltre che dirigere il film e firmarlo sotto lo pseudonimo di David Hills, D'Amato si occupò anche della fotografia, mentre la sceneggiatura venne scritta da José María Sánchez. Tra gli interpreti figurano il culturista americano Miles O'Keeffe, che interpreta Ator, e Sabrina Siani. L'idea di dirigere un film su un guerriero venne a D'Amato dopo il successo di Conan il barbaro, anche se aveva a disposizione un budget ridotto rispetto al film originale.
Il film narra le vicende del guerriero Ator, che chiede a suo padre il permesso di sposare sua sorella. Suo padre gli risponde che egli è suo figlio adottivo e pertanto gli concede di sposarla. Sua sorella però viene rapita dal Gran sacerdote del ragno e Ator dovrà sottoporsi a diverse sfide per trovarla e liberarla. Durante il suo cammino incontrerà tante persone che cercheranno di aiutarlo oppure di ostacolarlo nel raggiungere il suo obbiettivo finale: ricongiungersi con Sandra.
Con Ator l'invincibile vennero inaugurate molte altre serie che ricalcavano le gesta di Conan, come quella di Kaan principe guerriero oppure la serie Deathstalker. La pellicola inoltre è parte del revival italico anni ottanta del peplum, il noto genere cinematografico degli anni sessanta. Ator l'invincibile ricevette recensioni negative sia dalla critica italiana che da quella statunitense, ma riuscì a riscuotere un modesto successo fino alla realizzazione di altri tre sequel: Ator 2 - L'invincibile Orion (1984), Iron Warrior (1987) e Quest for the Mighty Sword (1990).

## Trama
In un regno fantastico nasce un bambino che porta sul cuore il segno di Thauren. Secondo l'antica profezia, egli, con la sua spada dalla lama d'oro, sconfiggerà il Gran sacerdote del ragno. Costui, venuto a conoscenza della sua nascita, fa uccidere tutti i bambini del regno. Il piccolo, a cui è stato dato il nome di Ator, viene salvato da Griba, un guerriero esiliato e affidato ad una tribù di un villaggio lontano. Ator cresce insieme a sua sorella Sandra, e se ne innamora. Giunto alla maggiore età chiede a suo padre il permesso di sposarla. Suo padre gli svela che è stato adottato, e pertanto può sposarla. Il giorno delle nozze, però, arrivano i guerrieri del Gran sacerdote. Sicuri di aver avvistato nelle vicinanze del villaggio Griba mentre controlla Ator, distruggono il villaggio e rapiscono Sandra. Mentre scappano, uno dei guerrieri colpisce Ator alla spalla ed egli sviene. Quando riprende conoscenza, trova il suo villaggio in fiamme e i suoi genitori adottivi uccisi.
Ator, allora, inizia un lungo cammino per trovare Sandra e per uccidere il Gran sacerdote. Durante il viaggio si imbatte in Griba e lo attacca, pensando che sia uno dei guerrieri che hanno distrutto il suo villaggio. Ma Griba si presenta, gli rivela il suo destino e lo convince ad allenarsi con lui. Durante un allenamento Ator incontra Runn, una donna, mentre viene aggredita da tre uomini. Ator la soccorre e la salva, ma lei si dilegua velocemente. Intanto Griba scompare, mentre Ator riesce a trovare la spada dalla lama d'oro di Thauren, l'arma per uccidere il Gran sacerdote.
Mentre si avvicina ad un bosco Ator viene catturato da un clan di amazzoni, di cui fa parte anche Runn. Verrà utilizzato per fecondare una di loro e far nascere una nuova regina, ma il mattino seguente verrà ucciso. Durante un duello con altre donne, Runn riesce ad aggiudicarsi Ator e decide di risparmiarlo, a condizione che lei possa andar via con lui. Insieme andranno nel "Tempio del ragno": Ator per recuperare la sua amata e Runn per impossessarsi dell'oro. Durante la loro fuga Runn viene intrappolata in una caverna, mentre la maga Indun stordisce Ator con una bevanda magica. Runn riesce comunque a liberarsi e va a salvare Ator, scoprendo davanti a Indun uno specchio magico che la trasforma in una vecchia megera. Per sfuggire al dominio di Indun, Ator e Runn devono passare attraverso una foresta infestata da morti viventi. Dopo averla attraversata, si fermano in una taverna, dove incontrano nuovamente Griba. Costui rivela ad Ator il marchio di Thauren; inoltre gli consiglia di attraversare il vulcano delle ombre per recuperare lo scudo di Mordor, un'arma che rende immortale il suo possessore.
Ator e Runn arrivano al vulcano che è sorvegliato da fabbri ciechi dall'olfatto acutissimo. Per non far riconoscere il loro odore i due si strofinano una pianta addosso e attraversano la grotta per impadronirsi dello scudo, custodito da un guerriero ombra. Ator e Runn riescono finalmente a raggiungere il "Tempio del ragno" e a sconfiggere con lo scudo di Mordor il Gran sacerdote. Sandra intanto è prigioniera di una ragnatela gigante, e mentre Ator la sta liberando, arriva Griba che vuole diventare il nuovo Gran sacerdote del ragno. Ator lo affronta, ma Griba viene catturato dalla tela del ragno gigante. Utilizzando lo scudo di Mordor, Ator riflette i raggi del sole sul ragno gigante e lo uccide. Subito dopo egli rientra nel tempio per portar via Runn, ma scopre che oramai è troppo tardi: non appena Ator e Sandra escono dal tempio, il vulcano esplode.

## Produzione

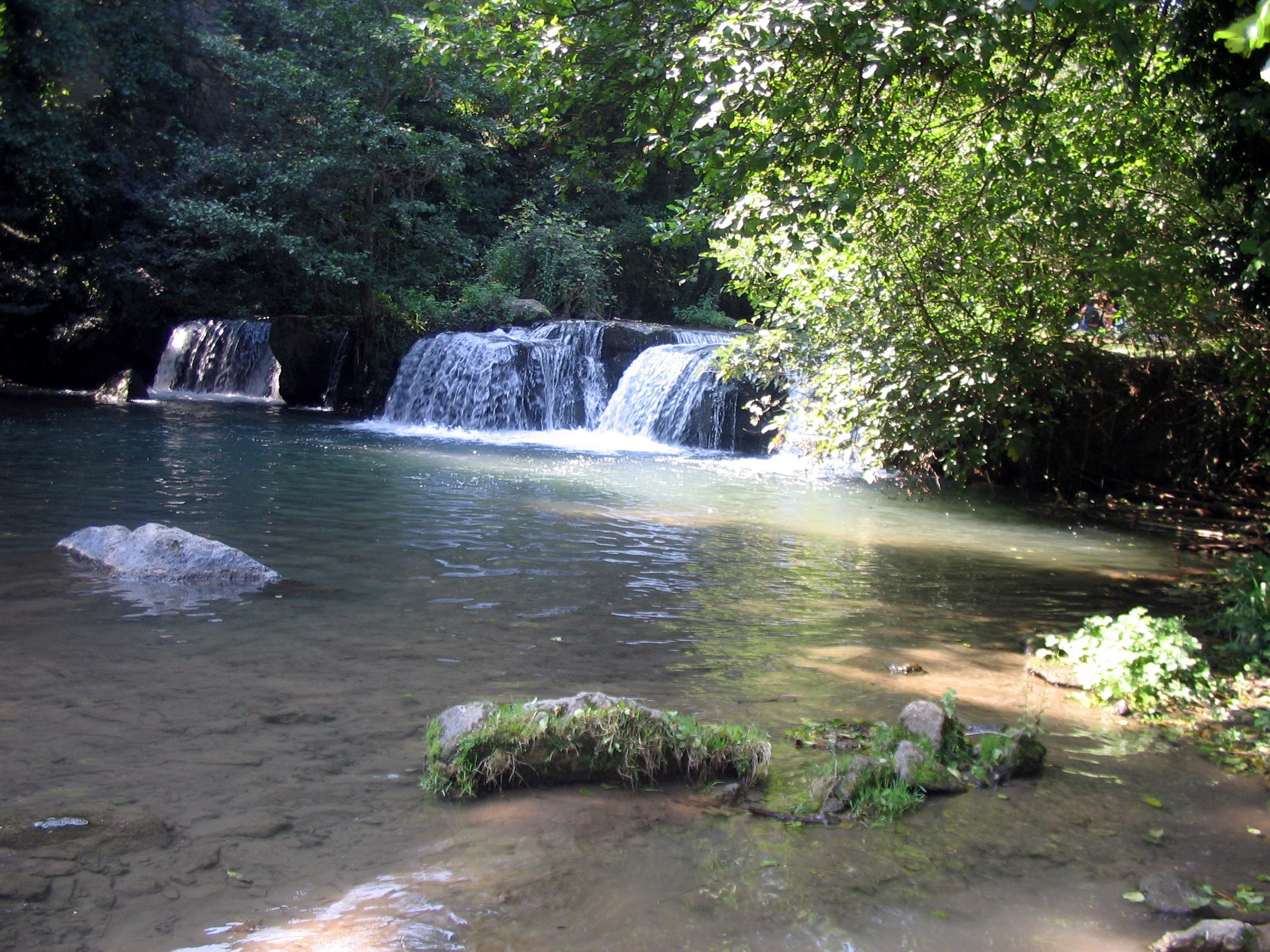
Una suggestiva veduta delle cascate sul fiume Treja, in cui sono avvenute parte delle riprese del film.

Secondo un'intervista concessa da Donatella Donati, l'idea originale di ricreare un film su Hercules con la spada o Conan venne a Eduard Sarlui. Per realizzare il film D'Amato usò lo pseudonimo David Hills e si ispirò al film americano Conan il barbaro e al fumetto omonimo di Barry Windsor-Smith. La sceneggiatura fu scritta da José María Sánchez sotto lo pseudonimo di Sherry Russel, sebbene a volte sia erroneamente attribuita allo stesso D'Amato, a Michele Soavi e a Marco Modugno. D'Amato sfruttò la scia di Conan il barbaro (con protagonista Arnold Schwarzenegger), che nel 1981 ottenne un grande successo in Italia, tant'è che arrivò alla 25ª posizione della classifica dei film più visti durante la stagione 1981/1982.
D'Amato scritturò per il ruolo di protagonista il culturista americano Miles O'Keeffe, che gli era stato segnalato dal suo socio Sarlui. O'Keeffe venne scelto per la sua prestanza fisica, anche se non sapeva recitare, e D'Amato in un'intervista dichiarò che «come attore era abbastanza un cagnaccio» e aggiunse che «nemmeno ci provava a diversificare un po' l'espressione». Inoltre sorsero dei problemi anche durante le scene d'azione poiché O'Keefe non era abbastanza agile e venne rimpiazzato da una controfigura e aiutato dal maestro d'armi Franco Ukmar.
D'Amato aggiunse che «come tutti quelli che vengono dal culturismo si muoveva e camminava come un paralitico, pareva avesse una zavorra sulle spalle, poveretto». Nel ruolo di co-protagonista appare Sabrina Siani, una presenza fissa nei revival peplum italiani degli anni ottanta. Nel cast è presente anche l'attrice Laura Gemser, nota protagonista della serie di film erotici Emanuelle nera. In Ator l'invincibile la Gemser interpreta il ruolo della Maga Indun.
La maggior parte del cast e della troupe fu accreditata sotto falsi nomi statunitensi, con l'intenzione di attirare il pubblico convinto che il film fosse un colossal americano. Le riprese del film durarono circa tre settimane e si svolsero nella cittadina di Manziana, vicino a Roma. Le cascate dove O'Keeffe e la Siani si incontrano sono le Cascate di Monte Gelato. Il teatro sede del "Tempio del ragno" si trova nell'area archeologica di Tusculum, a Monte Porzio Catone. Il film inoltre venne ambientato in un Medioevo fantastico e soprannaturale.

## Colonna sonora
La colonna sonora del film venne composta, arrangiata e condotta da Carlo Maria Cordio. La prima traccia è Runn ed è cantata da Simona Pirone, mentre la seconda è Sanda (Versione orchestrale) di Cordio. Le canzoni durano in totale circa sei minuti e vennero pubblicate in Italia nel 1983 dalla Fulltime. Un'ulteriore traccia, Ator - Fight Theme fu resa disponibile nel profilo MySpace di Cordio. L'intera colonna sonora del film venne successivamente riutilizzata nel film Messalina, orgasmo imperiale.

## Distribuzione

### Date di uscita
Di seguito sono elencate, in ordine cronologico, le date di uscita del film e il titolo (talvolta modificato) in alcuni stati del mondo.
- 7 ottobre 1982 in Italia
- 18 ottobre 1982 in Spagna (Ator, el poderoso)
- 5 novembre 1982 in Germania (Ator - Herr des Feuers)
- 1º aprile 1983 negli Stati Uniti (Ator, the Fighting Eagle)
- 24 marzo 1983 in Portogallo (Ator - A Águia Invencível)
- 26 maggio 1983 in Colombia (Ator el invencible)

### Divieti
Il film fu approvato in Italia dalla censura il 14 settembre 1982, con il visto n. 78093. In Finlandia e Grecia il film venne tagliato, mentre in Norvegia la versione home video venne vietata ai minori di 18 anni. Negli Stati Uniti e nel Regno Unito il film venne catalogato sotto il visto PG (Parental guidance suggested), suggerendo l'accompagnamento dei genitori durante la visione.

### Edizioni home video
Dopo la distribuzione nei cinema, la versione italiana del film non fu mai pubblicata per il mercato home video nel formato VHS. Il film è stato più volte trasmesso su alcune reti private e locali e fino al 2013 le uniche copie disponibili provenivano da registrazioni di queste messe in onda. In Italia il film è stato distribuito per la prima volta in versione DVD dalla Terminal Video il 17 aprile 2013 sotto la produzione della casa Quadrifoglio. Il formato video è 1.85:1 anamorfico, mentre l'audio è disponibile sia in italiano che in inglese. L'edizione è distribuita con il visto censura "film per tutti".
La versione statunitense è stata distribuita in formato VHS dalla Thorn EMI Video nel 1984. La rivista statunitense Variety stimò, nel 1993, che la pellicola guadagnò circa 1.200.000 di dollari con i noleggi in Canada e Stati Uniti. Il DVD della pellicola venne edito dalla Legacy Entertainment il 1º marzo 2005. Una nuova versione del film è stata pubblicata il 26 giugno 2012 dalla Scorpion Records.

## Accoglienza

### Incassi
Ator l'invincibile venne distribuito nel circuito cinematografico italiano a partire dal 7 ottobre 1982, ed è conosciuto anche con il titolo Ator, l'aquila battante. L'Italia fu il primo paese che distribuì la pellicola nei cinema e della distribuzione si occupò la D.L.F. Distribuzione Lanciamento Film. Successivamente il film venne distribuito negli Stati Uniti in versione limitata il 1º aprile 1983 dalla Comworld Pictures. In Spagna il film attirò 646.000 spettatori e guadagnò 122.146,79 peseta (circa 734.117,69 euro).

### Critica

I critici paragonarono negativamente la performance di O'Keeffe con quella del film Tarzan, l'uomo scimmia.

La critica italiana bocciò la pellicola. La Rivista del Cinematografo criticò il film, definendolo «abbastanza rozzo sul piano della spettacolarità e senza nessuna pretesa di approfondimento sia dei personaggi che del periodo storico». Il sito Film TV assegnò al film due stelle su cinque e un punto su cinque all'erotismo e alla tensione, mentre due su cinque al ritmo. Anche dal sito MYmovies il film ha ricevuto una valutazione negativa, ovvero una stella su cinque. Gli autori del libro Il grande cinema fantasy paragonarono negativamente il film a Conan il barbaro con le parole «becera scopiazzatura».
Negli Stati Uniti, quando venne distribuito nel 1983, il film fu deriso dai critici e ricevette recensioni negative. Le recensioni generalmente ridicolizzarono il film, definendolo una copia di Conan il barbaro e criticando ogni aspetto, inclusi i dialoghi, il doppiaggio, gli effetti speciali e la trama stereotipata. Le critiche sulla recitazione si concentrarono specialmente su O'Keeffe. Alcuni critici paragonarono negativamente il suo ruolo con quello interpretato nel film Tarzan, l'uomo scimmia (1981) definendolo migliore quando era muto; alcuni critici invece elogiarono la recitazione della Siani. Inoltre fu particolarmente criticata e derisa la parte della trama in cui Ator confessa a suo padre di essere innamorato di sua sorella, e subito dopo il padre gli rivela che è stato adottato e perciò può sposarla.
Il critico Leonard Maltin, nella sua Guida ai film 2009, assegnò al film il voto più basso, definendolo una «ridicola imitazione italiana di Conan il barbaro». Il sito AllMovie assegnò al film una stella su cinque, criticando aspramente la sceneggiatura: «I dialoghi di questo film sword and sorcery richiamano l'esigenza di un ritorno al cinema muto».
A causa delle critiche negative il film venne incluso nel ballottaggio del 1983 degli Stinkers Bad Movie Awards, ma non ricevette alcuna candidatura.